# Amalia Sanguinetti de Bórmida
Amalia Carmen Sanguinetti de Bórmida, más conocida como Bicha Bórmida (1931 - Buenos Aires, 12 de octubre de 2018) fue una arqueóloga y docente universitaria argentina, especializada en el estudio de las poblaciones prehistóricas de la Patagonia.

## Biografía

### Investigaciones
Se recibió de antropóloga, con orientación arqueología en la Facultad de Filosofía y Letras de la Universidad de Buenos Aires. Durante su etapa como estudiante partició en trabajos de campo de antropología social junto con María Esther Hermitte a la mina El Aguilar, a 4.000 m de altura en la Puna Argentina. Sin embargo, no continuó con esto debido a que en 1958 se casó con el etnólogo y arqueólogo italo-argentino Marcelo Bórmida.
Las investigaciones arqueológicas que desarrolló en su dilatada trayectoria estuvieron orientadas principalmente a la arqueología patagónica, en especial, con relación al estudio de los materiales arqueológicos de superficie. Teóricamente, se encuadraba dentro de la corriente denominada histórico-cultural que fuera impulsada principalmente por el arqueólogo austríaco Oswald Menghin y su marido Marcelo Bórmida. Estos aspectos los desarrolló sobre todo en Norpatagonia, como las provincia de Río Negro y Neuquén. Sin embargo, también encaró estudios estratigráficos, como por ejemplo en la excavación del sitio Las Buitreras en el extremo austral de la provincia de Santa Cruz, donde se destaca un enfoque claramente multidisciplinario para el estudio de los diferentes materiales recuperados y perspectivas teóricas arqueológicas.

### Formación de recursos humanos
Desde la década de 1970 se desempeñó como docente en la Cátedra Prehistoria del Viejo Mundo de la Facultad de Filosofía y Letras de la Universidad de Buenos Aires, hasta su jubilación. Durante su extensa carrera dirigió a más de una generación de arqueólogos y formó gran cantidad de recursos humanos. Muchos de ellos alcanzaron, gracias a su impulso inicial, gran prestigio académico. De esa forma, se preocupó por fomentar distintos enfoques y perspectivas arqueológicas, incluso aquellas que diferían de su propio esquema teórico. Entre las líneas de colaboró a a que se desarrollaran se puede mencionar a la arqueología procesual, la zooarqueología, tafonomía y en los últimos años, la arqueología histórica, tanto de la Patagonia continental como de la Antártida. Algo que fue destacado por diversos investigadores que se formaron con ella o compartieron cátedra.

### Actividad académica
Fue investigadora del Consejo Nacional de Investigaciones Científicas y Técnicas (CONICET), llegado a formar parte de numerosas comisiones asesoras y evaluadoras e incluso del directorio de esta institución. Participó en la creación del Programa de Estudios Prehistóricos, instituto que dirigió entre los años 1990 y 2001. También tuvo una activa participación en la conformación del Instituto Multidisciplinario de Historia y Ciencias Humanas (IMHICIHU-CONICET), lugar del que formó parte hasta su retiro definitivo de la investigación. A lo largo de su vida, también formó parte de la Academia Nacional de Ciencia de Buenos Aires, en la Sociedad Argentina de Americanistas y en la Facultad de Filosofía y Letras de la Universidad de Buenos Aires.